# Święty Szymon Słupnik (poemat Jerzego Żuławskiego)
Święty Szymon Słupnik – poemat młodopolskiego poety Jerzego Żuławskiego. Utwór jest napisany jedenastozgłoskowcem w formie monologu dramatycznego. Bohaterem jest święty Szymon, zwany Słupnikiem z tego powodu, że sporą część życia w ramach ascezy spędził na wysokiej kolumnie. 
Pomiędzy niebem a ziemią, nad grzechem
i nędzą świata — samotny i święty —
stoję i czekam wielkich sądów Boga.
Tam w dole szumi miasto oszalałe,
tam rozhukaną strugą życie płynie
i grzeszna rozkosz doczesna — przeklęta;
tutaj pod niebem, na mojej wyżynie
cisza jest wielka, zaledwie zmącona
dalekich głosów rozpierzchniętem echem,
co się po krzewach suchych i po głazach
wzwyż skrada ku mnie, by u stóp mych skonać...
Zobacz też: Święty Szymon Słupnik (Tennyson).